# Michel Crépu
Pour les articles homonymes, voir Crépu.
Michel Crépu, né le 24 août 1954 à Étampes, est un écrivain et critique littéraire français, connu pour avoir été le rédacteur en chef de La Nouvelle Revue française de 2015 à 2022.

## Biographie
Comme journaliste, Michel Crépu est critique littéraire. Il a été responsable des pages littéraires du journal catholique La Croix avant de devenir en 2002 rédacteur en chef puis, en 2010, le directeur de la Revue des deux Mondes. Il n'en fait plus partie à compter de fin 2014.
En janvier 2015, il est nommé rédacteur en chef de La Nouvelle Revue française par Antoine Gallimard et entre au comité de lecture des éditions Gallimard.
Michel Crépu est également critique littéraire au Masque et la Plume sur France Inter, à Tout arrive sur France Culture et collabore ponctuellement à diverses publications, dont l'Observator cultural, magazine littéraire et culturel roumain.
Écrivain, essayiste et romancier, il a notamment publié Le Tombeau de Bossuet ainsi que Le Souvenir du monde, récompensés de plusieurs prix.

### Affaire « Penelope Fillon »
Dans le cadre de l'affaire Fillon, c'est à l'époque où Michel Crépu en était le directeur qu'aurait été embauchée Penelope Fillon à la Revue des deux Mondes. Toutefois, il dit ne pas avoir été informé de ce poste par  Marc Ladreit de Lacharrière, propriétaire de la revue et proche de François Fillon.
Franz-Olivier Giesbert, compagnon de Valérie Toranian (actuelle directrice générale de la Revue) et membre du comité éditorial, a un mot dans le numéro d'avril 2017 pour Michel Crépu qui, écrit-il, « participe à la curée » : « Les mauvaises langues prétendent que s’il y avait un emploi fictif dans cette publication, c’était bien le sien, mais nous ne prêtons aucun crédit à ces carabistouilles. »

## Publications

### Livres
- La Force de l'admiration, Autrement, 1988.
- Charles Du Bos ou la Tentation de l'irréprochable, éditions du Félin, 1990, rééd. 2007.
- Dieu est avec celui qui ne s'en fait pas (chronique autobiographique), Nil Éditions, 1995.
- Le Tombeau de Bossuet (essai), éditions Grasset, 1997 – Prix Femina essai 1997 et prix de la critique de l'Académie française 1998.
- La Confusion des lettres (essai), éditions Grasset, 1999.
- Sainte-Beuve : portrait d'un sceptique, éditions Perrin, 2001
- Quartier général (roman), éditions Grasset, 2004.
- Solitude de la grenouille, éditions Flammarion, 2006.
- Le Silence des livres suivi de Ce vice encore impuni, avec George Steiner, éditions Arléa, 2006.
- Lecture : journal littéraire 2002-2009, éditions Gallimard, coll. « L'Infini », 2009.
- Le Souvenir du monde : essai sur Chateaubriand, éditions Grasset, 2011 – Prix des Deux Magots 2012.
- En découdre avec le pré (essai sur Philippe Jaccottet), éditions des Crépuscules, 2012.
- Un jour (récit), éditions Gallimard, coll. « Blanche », 2015
- Vision de Jackie Kennedy au jardin Galliera (roman), éditions Gallimard, 2017.
- Un empêchement, Gallimard, 2018, 100 p.
- Beckett 27 juillet 1982 11h30, éditions Arléa, coll. «  La rencontre », 2019.
- Rue Saint-Mars, Gallimard, 2021, 88 p.

### Livres électroniques
- Série Écrire, écrire, pourquoi ?, Éditions de la Bibliothèque publique d’information, coll. « Paroles en réseau »[7], Paris.
  - Linda Lê : Entretien avec Michel Crépu, 2010, 12 p.  (ISBN 9782842461331).
  - Yannick Haenel : Entretien avec Michel Crépu, 2010, 15 p.  (ISBN 9782842461324).

### Articles
- « Cioran, le barbare subtil », in L'Atelier du Roman no 64, Flammarion, 2010, p. 105-107.
- « L'apparition de Michel Houellebecq », in Le Débat no 210, Gallimard, 2020, p. 217-22.